# Muppets Most Wanted
Muppets Most Wanted is een Disneyfilm, geregisseerd door James Bobin, die in 2014 uitkwam. De film vormt het vervolg op The Muppets.

## Verhaal
De Muppets vragen zich af waarover hun nieuwe film moet gaan. Dominic Badguy werpt zich op als agent en oppert het idee om een wereldtournee te maken. De Muppets trekken immers weer volle zalen na hun ongelofelijke succes, dat ze vergaarden door hun vorige film. Ze reizen naar Europa om daar in verschillende grootsteden, zoals Dublin en Madrid, op te treden.
In Berlijn echter wordt Kermit de Kikker tijdens een wandeling aangezien voor Constantine, 's werelds meest beruchte crimineel, die een grote gelijkenis vertoont met Kermit en niet lang tevoren is ontsnapt uit een Siberische cel. Kermit wordt opgepakt door de Duitse politie en gedeporteerd naar de goelag waar hij volgens hen vandaan kwam. Constantine, die Dominics baas blijkt te zijn, misbruikt zijn uiterlijk door zich als Kermit voor te doen en zo te voorkomen dat zijn vrienden naar hem op zoek gaan. Animal heeft niettemin meteen zijn bedenkingen bij deze 'Kermit'.
De Muppets raken verstrikt in een internationale roof: Constantine en Dominic Badguy zijn van plan de Britse kroonjuwelen te stelen. Interpolagent Jean Pierre Napoleon en CIA-agent Sam Eagle onderzoeken de roven en ontdekken een link met de Muppets. Intussen ontrafelen Walter en Fozzie Beer Constantines complot. Na een handgemeen met hem vertrekken ze samen met Animal naar Siberië om Kermit te bevrijden. Ze hebben echter geen kans gezien om de overige Muppets te informeren over de ware identiteit van Constantine.
Deze vraagt de nietsvermoedende Miss Piggy om haar hand. Zij zegt 'ja'. Hun huwelijk dient als één grote afleidingsmanoeuvre: het stel gaat trouwen bij Tower of London, alwaar Dominic Badguy tijdens de feestelijkheden de kroonjuwelen wil ontvreemden, geholpen door de baby's van Bobby Benson's Baby Band. Walter, Fozzie en Animal zijn echter op tijd terug met de bevrijde Kermit de Kikker en uiteindelijk worden Constantine en Dominic gearresteerd. Constantine wordt teruggestuurd naar de Siberische goelag, waar de Muppets nog een laatste show opvoeren.

## Rolverdeling
| Acteur / poppenspeler | Rol |
| --------------------- | --- |
| Steve Whitmire        | Kermit, Statler, Beaker, Link Hogthrob, Rizzo, Muppet Newsman, Lips, Foo-Foo                                                                            |
| Eric Jacobson         | Miss Piggy, Fozzie Beer, Animal, Sam Eagle |
| Matt Vogel            | Constantine, Floyd Pepper, Sweetums, Lew Zealand, Crazy Harry, Robin, Uncle Deadly, Camilla, 80's Robot, Pops                                           |
| Peter Linz            | Walter, Manolo Flamingo |
| Dave Goelz            | Gonzo, Dr. Bunsen Honeydew, Waldorf, Beauregard, Zoot                                                                                                   |
| Bill Barretta         | Rowlf, Dr. Teeth, Swedish Chef, Pepe the King Prawn, Bobo the Bear, Big Mean Carl, Baby Boss, Carlo Flamingo, Leprechaun Security Guard, groene zwerver |
| David Rudman          | Scooter, Janice, Wayne, Bobby Benson, Miss Poogy |
| Tyler Bunch           | Blauwe zwerver |
| Bruce Lanoil          | Zwerver (ook een Muppet) |
| Ricky Gervais         | Dominic Badguy |
| Ty Burrell            | Jean Pierre Napoleon |
| Tina Fey              | Nadya |
| Tony Bennett          | Zichzelf |
| Hugh Bonneville       | Ierse journalist |
| Tom Hollander         | Ierse journalist |
| Sean Combs            | Zichzelf |
| Jemaine Clement       | Koning der goelaggevangenen |
| Rob Corddry           | First assistant director |
| Mackenzie Crook       | Beveiliger Prado-museum |
| Toby Jones            | Beveiliger Prado-museum |
| Céline Dion           | Miss Piggy's peetmoeder |
| Lady Gaga             | Zichzelf |
| Zach Galifianakis     | Hobo Joe |
| Josh Groban           | Best beveiligde goelaggevangene |
| Salma Hayek           | Zichzelf |
| Tom Hiddleston        | Great Escapo |
| Frank Langella        | Ambtenaar van burgerlijke stand |
| Bridgit Mendler       | Minnie |
| Ray Liotta            | Big Papa |
| Debby Ryan            | Savanna |
| Ross Lynch            | Bloemist |
| James McAvoy          | UPS-bezorger |
| Chloë Grace Moretz    | Krantenmeisje in Rusland |
| Hornswoggle           | Goelag 38B-gevangene |
| Usher                 | Ceremoniemeester |
| Miranda Richardson    | Berlijnse |
| Saoirse Ronan         | Zichzelf |
| Til Schweiger         | Duitse politieagent |
| Russell Tovey         | Champagnebezorger |
| Danny Trejo           | Zichzelf |
| Stanley Tucci         | Ivan |
| Christoph Waltz       | Zichzelf |

## De Nederlandse rolverdeling
- Wim T. Schippers als Kermit de Kikker
- Reinder van der Naalt als Miss Piggy en Fozzie Beer
- Paul Groot als Constantine
- Jamai Loman als Walter
- Arjan Ederveen als Gonzo
- Florus van Rooijen als Rowlf en Floyd Pepper
- Armin van Buuren als Scooter
- Peter Blok als Dominic Bedrieger
- Owen Schumacher als Jean Pierre Napoleon
- Victoria Koblenko als Nadya
- Marcel Jonker als Sam de Arend
- Fred Meijer als Statler en Lew Zealand
- Rob van de Meeberg als Waldorf en de Muppet Nieuwsman
- Frans Limburg als Animal
- Paul Disbergen als Dr. Bunsen Honeydew en Beauregard
- Roué Verveer als Dr. Teeth
- Anneke Beukman als Janice
- Olaf Wijnants als Link Hogthrob
- Just Meijer als Sweetums
- Huub Dikstaal als Rizzo de Rat, Crazzy Harry en Pepe
- Murth Mossel als Uncle Deadly en Bobo de Beer
- Thijs van Aken als Jaren 80 Robot
- Victor van Swaay als Hobo Joe

Vertaling dialoog en zang: Judith Dekker
Regie dialoog en zang: Hilde de Mildt

## Trivia
- Poppenspeler Steve Whitmire maakt een cameo in de film.
- Verschillende poppen speciaal gemaakt voor Muppet Treasure Island zijn hergebruikt in deze film.
- In de scene waarin Kermit door Nadya aan de muur wordt geplakt spreekt een ander muppet hem aan en die muppet is Pops (De muppet die in een aantal seizoenen de gasten verwelkomde voordat de muppet show begon.)
- In de Nederlandse versie van de film zijn delen van de nummers: "We`re doing a squel,Something so right en Together again again" niet vertaald naar het nederlands.
- Ricky Gervais die Dominic Badguy speelt had een cameo in de film The Muppets maar die was daaruit geknipt.